# Vera Koelagina
Vera Sergejevna Koelagina (Russisch: Вера Сергеевна Кулагина; meisjesnaam: Харитонова; Charitonova) (Moskou, 30 september 1923) was een basketbalspeler van het nationale damesteam van de Sovjet-Unie. Ze werd Meester in de sport van de Sovjet-Unie in 1948 en Geëerde Coach van de Sovjet-Unie in 1970.

## Carrière
Koelagina speelde haar hele carrière bij Dinamo Moskou van 1943 tot 1958. Met Dinamo werd zeven keer Landskampioen van de Sovjet-Unie in 1944, 1945 1948, 1950, 1953, 1957 en 1958. Ze werd drie keer tweede in 1947, 1951 en 1954. Ook werd ze vier keer derde in 1946, 1949, 1952 en 1955. Ook won ze twee keer de USSR Cup in 1949 en 1953. Als speler voor het nationale team van de Sovjet-Unie won ze één keer goud op het Europees kampioenschap in 1950. In 1964 stopte ze met basketballen. Sinds 1955 is ze coach van het jeugdteam van Dinamo Moskou.
Koelagina kreeg de onderscheiding Medaille voor de Overwinning over Duitsland in de Grote Patriottische Oorlog 1941-1945.

## Erelijst
- Landskampioen Sovjet-Unie: 7
  - Winnaar: 1944, 1945 1948, 1950, 1953, 1957, 1958
  - Tweede: 1947, 1951, 1954
  - Derde: 1946, 1949, 1952, 1955
- Bekerwinnaar Sovjet-Unie: 2
  - Winnaar: 1949, 1953
  - Runner-up: 1951
- Europees Kampioenschap: 1
  - Goud: 1950